# Vimeo
Vimeo és una xarxa social d'Internet basada en vídeos, llançada el novembre del 2004 per la companyia InterActiveCorp (IAC). El web permet compartir i emmagatzemar vídeos digitals perquè els usuaris comentin a la pàgina de cadascun d'ells. Els usuaris han d'estar-hi registrats per poder carregar vídeos, crear el seu perfil, carregar els avatars, comentar i crear llistes de preferits.
Vimeo no admet vídeos comercials de televisió, demostracions de videojocs, pornografia o qualsevol contingut que no hagi estat creat per l'usuari. El web, a més, ha adquirit reputació com a «proveïdor d'imatges» per a diversos artistes, per l'alta taxa de bits i la resolució d'imatge dels seus vídeos. Des d'octubre de 2007, Vimeo ofereix una opció per a vídeos en alta definició.

## Origen del nom
El nom «Vimeo» va ser creat pel seu cofundador, Jakob Lodwick. És un anagrama de movie ('pel·lícula') i, al mateix temps, forma un joc de paraules amb el terme «vídeo», inserint la síl·laba me ('jo') en referència a l'esperit del lloc d'exhibir material creat exclusivament per l'usuari.

## Popularitat
Al març del 2009, Vimeo tenia més de 2 milions de membres i una mitjana de més de 13.000 nous vídeos pujats diàriament.

## Contingut notable
Els comediants Kristen Schaal, Reggie Watts i "Weird Al" Yankovic utilitzen Vimeo per a promoure els seus continguts. La popular sèrie d'Internet, Jake and Amir, també utilitza Vimeo com a plataforma. Nombrosos músics utilitzen Vimeo per a promocionar els seus vídeos musicals, com Kanye West, Nine Inch Nails, Moby, Lykke Li, Röyksopp, Devin the Dude i Britney Spears. Fins i tot la Casa Blanca de Barack Obama puja allà les seves transmissions en alta definició.

## Qualitat de vídeo
El 17 d'octubre de 2007, Vimeo va anunciar el seu suport per a vídeos d'alta definició (1280x720 píxels), convertint-se en el primer lloc d'emmagatzematge de vídeos en comptar amb aquest avanç per al consumidor. Els vídeos d'aquestes característiques són automàticament convertits a vídeos en format Adobe Flash VP6. El març de 2008, Vimeo va millorar el seu servei per a vídeos d'alta definició amb l'objectiu d'exhibir seqüències amb més de 30 fotogrames per segon, però la falta d'acceleració gràfica d'Adobe Flash Player en algunes plataformes va tenir un mal rendiment per a molts usuaris. Per consegüent, un mes després, Vimeo va restaurar el seu sistema a l'anterior, el qual reproduïa vídeos a 24 fotogrames com a màxim.
Els vídeos de definició estàndard necessiten recodificar-se a un màxim de 30 fotogrames per segon i tenen una major taxa de bits que d'altres llocs similars a Vimeo.
Els usuaris amb comptes gratuïts (limitats) poden carregar fins a 500 MB de vídeos estàndard i només un vídeo d'alta definició a la setmana (els altres vídeos HD que siguin carregats en la mateixa setmana són convertits a definició estàndard).
Vimeo usa una variant del software FFmpeg per a llegir els vídeos carregats i enviar-los al seu codificador. FFmpeg li permet a Vimeo suportar la majoria dels formats de vídeo (incloent HDV), però no alguns còdecs de grau intermedi i el popular AVCHD.

## Vimeo Plus
El 16 d'octubre del 2008, Vimeo va presentar Vimeo Plus, un servei de pagament amb un valor d'USD $ 60 a l'any, el qual permet als usuaris carregar més material cada setmana (fins a 5 GB) i pujar vídeos d'alta definició sense límit. També permet la creació de canals, grups i àlbums sense restricció i lliure de publicitat. L'arribada de Vimeo Plus va fer que els comptes gratuïts baixessin de categoria, ja que, en un principi, aquestes permetien als usuaris pujar vídeos HD il·limitadament.